# Annelida
Gli anellidi (Annelida Lamarck, 1809) sono il più importante phylum di elminti metamerici.

## Etimologia
Il nome deriva dal fatto che questi animali presentano una evidente metameria di tutto il corpo, che appare suddiviso in molti anelli pressoché identici; deriva dal latino anellus (diminutivo di anulus) ossia piccolo anello.

## Descrizione
La metameria interessa quasi tutti gli apparati importanti, tranne quello circolatorio e quello riproduttore.
Dal sistema nervoso centrale, il cordone nervoso ventrale, si staccano i nervi principali, uguali in ogni metamero. Solo in quello cefalico c'è un cingolo nervoso che circonda il canale digerente e presenta, nella parte superiore, due gangli cefalici.
Il sistema circolatorio è chiuso. Il vaso più importante, detto aorta, è un vaso sanguigno longitudinale dorsale, il sangue vi fluisce verso la testa. In ogni metamero, dei vasi sanguigni secondari partono dall'aorta e si riuniscono in un vaso sanguigno longitudinale ventrale, in cui il sangue scorre verso l'estremità caudale. Il pompaggio del sangue viene effettuato da cinque paia di cuori.
Il celoma è suddiviso in cavità indipendenti, una per ogni metamero. Le sue funzioni principali sono il sostegno del corpo (scheletro idrostatico) e la raccolta delle sostanze di rifiuto prodotte dal metabolismo.
Ogni metamero ha due sistemi indipendenti di muscoli:
- quelli longitudinali fanno accorciare il metamero, che si allarga, perché il liquido celomatico ha un volume fisso.
- quelli trasversali (circolari) lo fanno restringere ed allungare.

Il movimento è garantito da un'onda di contrazione (prima allungamento, poi accorciamento) che parte dal capo e si muove verso la coda. L'ancoraggio al terreno, che permette il movimento dato dalla contrazione e l'allungamento dei due sistemi muscolatori, avviene grazie a delle setole (anche dette chete) disposte per metamero. In dipendenza dello sviluppo di queste setole si hanno anellidi oligocheti (dal greco όλιγος [òligos], poco), che presentano poche chete, e policheti (dal greco πολύς [poliùs], molto), che presentano molte chete.
In ogni metamero ci sono due organi escretori, chiamati nefridi, che filtrano il liquido celomatico ed espellono le sostanze di rifiuto.
Il tubo digerente attraversa, invece, tutto il corpo dell'anellide senza presentare metameria: è costituito da un semplice canale a scorrimento unico. A differenza di animali meno evoluti è completo, partendo dalla bocca presenta infatti la faringe, l'esofago, il gozzo, l'intestino e l'ano.
Sono animali ermafroditi insufficienti, quindi per riprodursi si ha la fecondazione incrociata. Il metamero fecondato si gonfia prendendo il nome di clitellio.
Negli anellidi si trovano già le presenze di sistemi formati da più organi.

## Tassonomia
Esistono due classi principali viventi di Anellidi:
- Policheti
- Clitellata con quattro sottoclassi:
  - Oligocheti (lombrichi)
  - Irudinei (sanguisughe)
  - Branchiobdellida
  - Acanthobdellida

Nelle vecchie classificazioni venivano indicate altre due classi:
- Archianellidi (Archianellidi) che radunava ordini di Policheti
- Myzostomida (Mizostomidi) ora considerati un ordine di Policheti

## Evoluzione
Dal momento che gli anellidi sono animali a corpo molle, i loro fossili sono rari. I ritrovamenti fossili di policheti consistono principalmente in mascelle di alcune specie e in tubi mineralizzati che altre specie secernevano. Alcuni fossili della cosiddetta "fauna di Ediacara", come Dickinsonia, assomigliano per alcuni versi ai policheti, ma le somiglianze sono troppo vaghe per poter classificare questi fossili con sicurezza. Sono appartenenti alla fauna del periodo Ediacarano i fossili più antichi di anellidi mai riconosciuti, appartenenti al genere Sabellidites, anche se alcuni esperti non ne riconoscono che questi fossili possano essere completamente associati agli anellidi. 
Il fossile noto come Cloudina, appartenente alla cosiddetta "piccola fauna dura" e risalente a circa 545 milioni di anni fa, è stato classificato da alcuni autori come un anellide, ma da altri come un appartenente agli cnidari (il phylum delle meduse e degli anemoni di mare). Un'altra forma dalle affinità incerte è Myoscolex, proveniente dai sedimenti del Cambriano inferiore dell'Australia.
Fino al 2008 i più antichi fossili ampiamente accettati come anellidi erano i policheti Canadia e Burgessochaeta, entrambi provenienti dal giacimento di Burgess Shale in Canada, risalente a 505 milioni di anni fa (Cambriano medio). La successiva scoperta di Phragmochaeta canicularis da parte di Conway Morris e Peel, proveniente da strati di 518 milioni di anni fa di Sirius Passet (Groenlandia), hanno anticipato i più antichi resti di anellidi al Cambriano inferiore. I policheti si diversificarono nell'Ordoviciano (circa 480 milioni di anni fa). Verso la fine del Carbonifero (circa 300 milioni di anni fa) erano già comparsi la maggior parte dei gruppi di policheti mobili. In particolare, in giacimenti come quello di Mazon Creek (Illinois), sono noti numerosissimi fossili di policheti (Astreptoscolex, Esconites, Fossundecima, Dryptoscolex, Hystriciola, Didontogaster e altri ancora). Molti tubi fossili assomigliavano ai moderni policheti sessili, ma i primi tubi chiaramente prodotti da policheti datano al Giurassico inferiore (200 milioni di anni fa), periodo al quale è stato attribuito un altro fossile importante, il polichete Melanoraphia maculata, proveniente dal giacimento di Osteno (Italia).
I primi fossili convincenti di oligocheti si rinvengono nell'era Cenozoica, iniziata 65 milioni di anni fa, ed è stato suggerito che questi animali apparvero più o meno nello stesso periodo delle piante con fiori (Cretaceo inferiore, 130 - 90 milioni di anni fa). Una traccia fossile consistente in una tana convoluta parzialmente riempita di materia fecale potrebbe essere la prova che i lombrichi erano già presenti nel Triassico inferiore (245 milioni di anni fa). Altri fossili di possibili oligocheti risalgono addirittura all'Ordoviciano (465 milioni di anni fa), ma l'identificazione è molto incerta. Nel 2012, una specie di anellide risalente a 508 milioni di anni fa è stata rinvenuta nei pressi negli argilliti di Burgess, nella Columbia Britannica, Kootenayscolex, ha cambiato le ipotesi su come si sviluppò la testa degli anellide. Questa creatura infatti presentava setole anche nel segmento del corpo che rappresentava la "testa", come se la "testa" si sviluppasse semplicemente come una versione specializzata di un segmento precedentemente generico.

## Filogenesi
- Palaeoannelida
- Chaetopteriformia
- Amphinomidae
- Sipuncula
- Lobatocerebrum
- Pleistoannelida
  - Myzostomida
  - Errantia
    - Protodriliformia
    - Aciculata
      - Phyllodocida
      - Eunicida

  - Sedentaria
    - Orbiniida
    - Cirratuliformia
    - Siboglinidae
    - Sabellida
    - Spionida
    - Capitellida
      - Echiura
      - Capitellidae

    - Terebelliformia
    - Maldanomorpha
    - Clitellata
      - Hirudinida
      - Branchiobdellida
      - Lumbriculidae
      - Moniligastrida
      - Haplotaxida